# Ctenopteris thwaitesii
Ctenopteris thwaitesii är en stensöteväxtart som först beskrevs av Richard Henry Beddome, och fick sitt nu gällande namn av Sledge. Ctenopteris thwaitesii ingår i släktet Ctenopteris och familjen Polypodiaceae. Inga underarter finns listade.